# DOVO Solingen

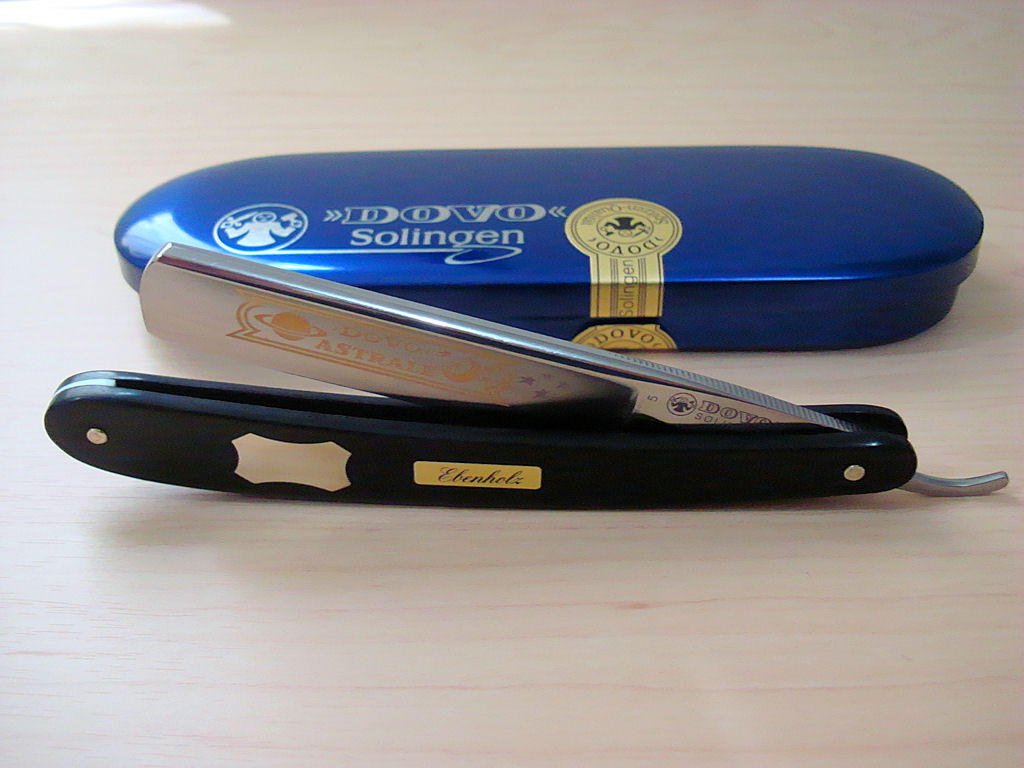
Navaja de afeitar de DOVO.

DOVO Solingen, o simplemente DOVO, es una empresa alemana con sede en Solingen que fabrica tijeras, productos de afeitado tales como navajas de afeitar, maquinillas, brochas, y herramientas para manicura. Las maquinillas y otros productos de afeitar son producidos por parte de Merkur Solingen, subsidiaria de DOVO.
El nombre DOVO es una combinación de los apellidos de sus fundadores Do(rp)+Vo(os).
Al 31 de diciembre de 2001, la empresa contaba con 86 empleados, produciendo a diario 1200 tijeras, 900 pinzas y 150 navajas de afeitar junto con maquinillas. El 75% de estos productos se exportó a otros países, mientras el 25% restante se vendió en Alemania.

## Historia

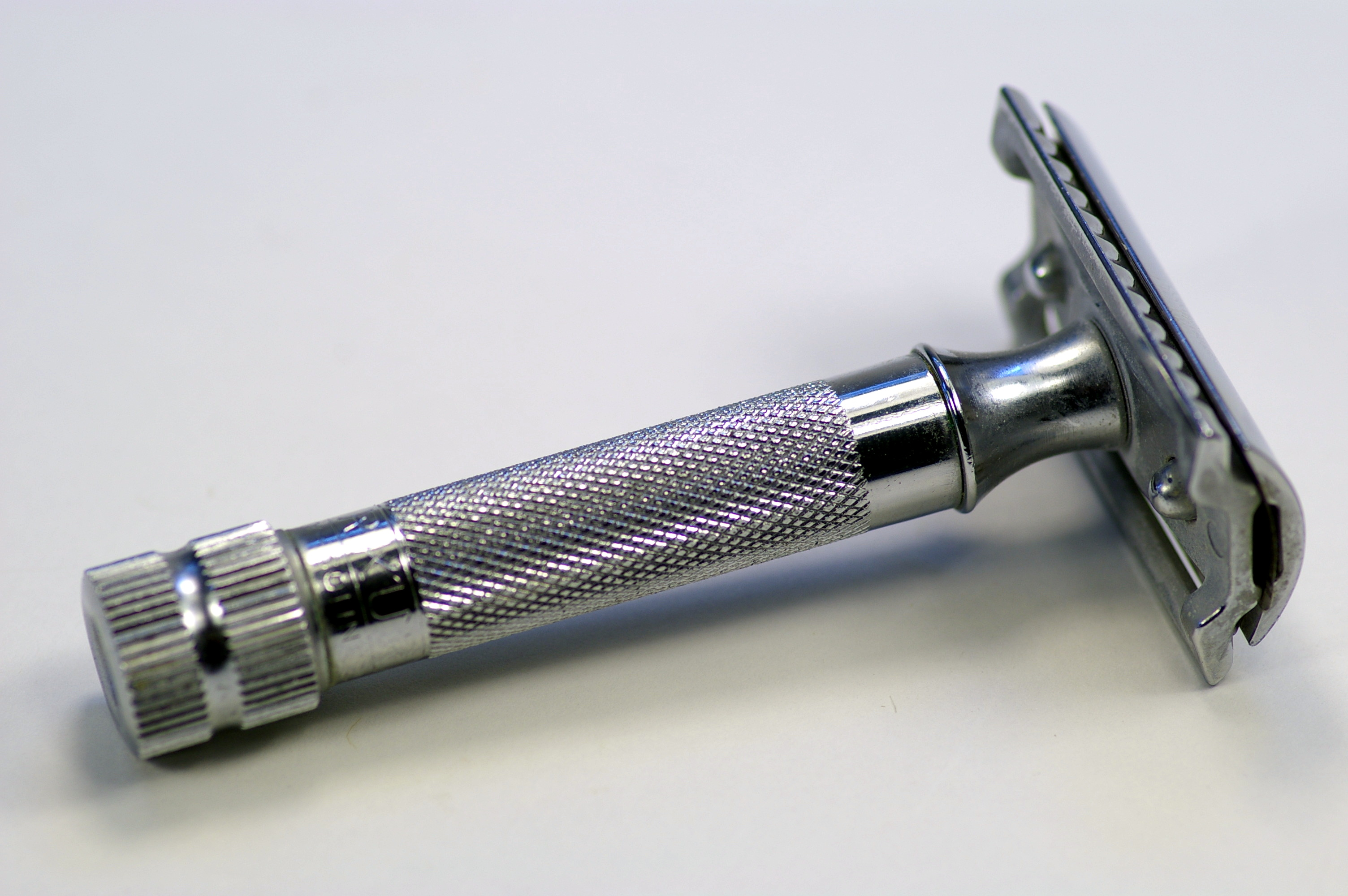
Maquinilla Merkur, la subsidiaria de DOVO.

De acuerdo a su sitio oficial, la empresa DOVO Steelware fue fundada en 1906. En sus inicios, la empresa solo fabricaba navajas de afeitar con un taller de forjado y afilado. Sus fundadores (los Srs. Dorp y Voos) emplearon tan solo a 13 personas.
En la década de 1930, Solingen había crecido abarcando pequeños poblados a su alrededor y en 1938 se aprobó una ley para proteger el nombre de Solingen y darle mayor prestigio y seguridad así como un sentido de identidad local.
Poco antes de la Segunda Guerra Mundial, los fundadores de DOVO decidienron retirarse y cedieron la empresa a Fritz Bracht. Fue durante la dirección de Bracht que la empresa tuvo que buscar una nueva fuente de ingreso y empezaron a fabricar tijeras para el cabello; esto debido a la aparición de la afeitadora eléctrica.
Con el tiempo, algunas marcas fueron adquiridas por DOVO:
- 1952 - nombre de la marca: Tennis (navajas de afeitar)
- 1957 - nombre de la marca: Bismarck (navajas de afeitar)
- 1957 - nombre de la marca: Ankerflagge (navajas de afeitar) de la Carl Rader co.
- 1968 - Erich Hartkopf co.
- 1969 - nombre de la marca: Kronpunkt (navajas de afeitar) de la Heups co.
- 1970 - nombre de la marca: Fontana (navajas de afeitar)
- 1973 - Heups & Hermes co. (pinzas e instrumentos de pedicura)
- 1996 - Merkur co. (equipo para afeitar)

## Métodos de fabricación
Los métodos de fabricación de la empresa DOVO han pasado de lo artesanal a la producción en masa con maquinaria moderna. Esto incluye a sus famosas navajas de afeitar, muchas de las cuales lucen grabados de oro que se incrustan primero mediante un láser, después se cubre el resto de la superficie de la hoja con una especie de laca de asfalto y luego se sumergen en un baño electrolítico (una mezcla de agua y oro). Un campo eléctrico comunica el oro con el acero y cualquier campo que no esté cubierto de laca recibe una capa de oro.

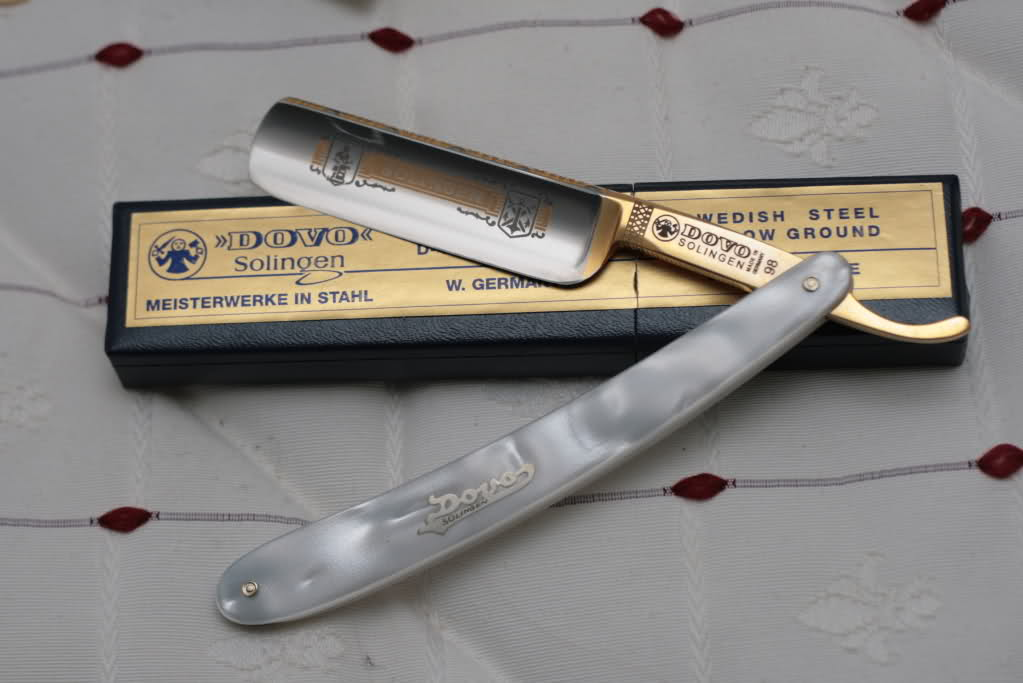
Navaja DOVO con grabados de oro.

Las navajas de DOVO se pueden encontrar sin grabados de oro y con cachas de plástico simple por unos 40 euros y de ahí se puede llegar hasta los 190 euros dependiendo de los grabados y del material de las cachas que pueden ser maderas preciosas, cuerno, etc.

## DOVO en la actualidad
Recientemente, se ha despertado en el mundo un gran interés por los métodos y productos tradicionales para el afeitado siendo DOVO Soligen el mayor fabricante de navajas de afeitar a nivel mundial gozando de gran reputación. Cuenta con 3 distribuidores en Alemania, 9 en el resto de Europa y 11 en otros países.
Sus principales competidores son Thiers Issard (Francia), Böker (Alemania) y empresas de maquinillas modernas como Gillette (Estados Unidos), Schick (Estados Unidos) entre otras. 